# Хайруллина, Роза Вакильевна
Ро́за Ваки́льевна Хайру́ллина (тат. Роза Вәкил кызы Хәйруллина; род. 12 сентября 1961, Норильск, РСФСР, СССР) — советская и российская актриса театра и кино, заслуженная артистка РФ (2007), заслуженная артистка Татарстана, лауреат Государственной премии Российской Федерации (1992).

## Биография
Роза Хайруллина родилась 12 сентября 1961 года в Норильске. Её родители были детьми ссыльных председателей колхозов. Когда Розе было семь с половиной лет, семья переехала в город Зеленодольск. С третьего класса занималась в театральных студиях и мечтала стать актрисой. После школы Роза поступила в Казанское театральное училище. Со второго курса играла на сцене Национального театра имени Камала. После окончания училища в 1981 году Роза начинает работать в Казанском театре юного зрителя. В 1992 году была награждена Государственной премией РФ за роль в спектакле «Погром» по мотивам романа Бориса Васильева «И был вечер, и было утро…» режиссёра Бориса Цейтлина. В 1996 году спектакль «Буря» по Шекспиру получил премию «Золотая маска». 

Есть такая актриса Роза Хайруллина. Играла в театре юного зрителя, когда там работал Цейтлин. Это гениальная современная актриса. Я смотрела спектакль в ТЮЗе, и мне очень хотелось быть такой же, как она, или, по крайней мере, получать такое наслаждение от сцены, которое, я видела, получает она. В этом смысле, если бы не ТЮЗ в Казани, наверное, я бы не была актрисой. Однажды шла по улице и загадала: увижу сейчас, как из служебного входа ТЮЗа выйдет Роза Хайруллина, то стану актрисой. И она вышла…— Чулпан Хаматова, 27 июля 2005
В 1996 году пожар уничтожил Казанский ТЮЗ, и Роза Хайруллина уехала из Казани. Недолгое время играла в Челябинском ТЮЗе, потом жила в Нидерландах. Вернулась в Россию и в 1997 году получила приглашение в Самарский театр «СамАрт» и вскоре стала его ведущей актрисой.
С 2009 по 2020 год — актриса Московского театра-студии под руководством Олега Табакова («Табакерка»).
Играла на сцене Театра им. Ленсовета в спектакле «Я скучаю по тебе» по произведениям А. Володина, на сцене Самарского академического театра драмы имени М. Горького в спектакле «Полковник птица» по пьесе Х. Бойчева.
В театре «Приют Комедианта» (Санкт-Петербург) играла короля Лира в спектакле режиссёра К. Богомолова «Лир». В Театре Наций играла Басю в спектакле «Шоша» (режиссёр Т. Имамутдинов).
На Московском международном кинофестивале 2012 года была признана лучшей актрисой за роль ханши Тайдулы в фильме «Орда» режиссёра Андрея Прошкина. За эту же роль в 2013 году получила национальную премию Российской Академии кинематографических искусств «Ника».
В театральном сезоне 2024-го года актриса отметилась и как режиссер-постановщик, представив весной на сцене Театра на Трубной авторский спектакль «Однажды», посвященный трудной и глубокой любви Даниила Хармса и его музы Марины Дурново. В постановке играет сама Роза Вакильевна, а также Юлия Галкина и Евгений Козлов.

## Семья
Отец — Вакиль (ум.), работал шахтёром.
Брат скончался от передозировки наркотическими веществами.

Актриса вспоминала:
«Лишилась всего в один миг: брат был наркоманом, заложил квартиру, потом умер — жилье ушло за долги. В течение полугода у меня умерла вся семья, семь человек. Отец, мать и все остальные. Жизнь поделилась на „до“ и „после“, я осталась в „до“.
Не замужем. Детей нет.

## Творчество

### Национальный театр им. Камала(Казань)
- «Бедные люди» Ф. Достоевский — Варенька
- «Стеклянный зверинец» Т. Уильямс — Лаура
- «Сон в летнюю ночь» У. Шекспир

### Казанский театр юного зрителя
- 1988 — «Дракон» Е. Шварц (реж. Б. Цейтлин) — Секретарша
- 1988 — «Звёзды на утреннем небе» А. Галин (реж. Б. Цейтлин) — Мария'
- 1989 — «Мать Иисуса» А. Володин (реж. Б. Цейтлин) — Мария
- 1990 — «Погром» по повести «И был вечер, и было утро…» Б. Васильева (реж. Б. Цейтлин) — Роза Треф, хозяйка борделя
- 1991 — «Панночка» («Бесовщина») Н. Садур (реж. Б. Цейтлин) — Панночка
- 1991 — «Добрый человек из Сычуани» Б. Брехт (реж. Б. Цейтлин) — Госпожа Ян
- 1992 — «Неугомонный дух» Н. Коуард (реж. Б. Цейтлин)
- 1994 — «Буря» У. Шекспир (реж. Б. Цейтлин) — Красный Ариэль
- 1998 — «Неточка» Ф. Достоевский, совместный проект с театром «Дом на Амстеле», Амстердам (реж. Б. Цейтлин) — мать Неточки Незвановой

### Самарский театр юного зрителя «СамАрт»
- 1999 — «Доктор Чехов и другие» А. Чехов — Попова («Медведь»), Мерчуткина («Юбилей»)
- 2001 — «Мамаша Кураж» Б. Брехт (реж. А. Шапиро) — Мамаша Кураж
- 2002 — «На дне» М. Горький — Настя
- 2004 — «Очень простая история» М. Ладо — Лошадь
- 2004 — «Вино из одуванчиков» М. Бартенев, А. Шелыгин по роману Р. Бредбери (реж. М. Кисляров) — миссис Бэнтли
- 2005 — «Василий Тёркин» А. Твардовский (реж. А. Кузин) — Смерть
- 2005 — «Счастливый Ганс» М. Бартенев — Гусыня
- 2008 — «Жил-был Геракл» М. Бартенев
- 2008 — «Здесь живут люди» Атол Фугард — Милли
- «Малюнки кузнеца Вакулы, или Вечера на хуторе близ Диканьки» Н. Гоголь — Солоха
- «Приключения Буратино в стране дураков» А. Н. Толстой — Буратино
- «Сны Миледи» Ю. Волков — Миледи
- «Кто умеет ржать лошадью?» А. Болотов — Уборщица
- «Пеппилотта Длинныйчулок или Кукарямба» А. Линдгрен — Пеппилотта-Виктуалина-Рольгардина Эфроимовна Длинныйчулок
- «Я скучаю по тебе» по произведениям А. Володина (реж. Г. Бызгу)

### Самарский театр драмы имени М. Горького
- 2001 — «Сниму квартиру в Париже» — Мари
- 2008 — «Полковник птица» Христо Бойчева — Пепа[15]

### Московский театр-студия под руководством Олега Табакова
- 2009 — «Олеся» А. Куприн (реж. О. Невмержицкая) — Мануйлиха
- 2009 — «Волки и овцы» А. Островский (реж. К. Богомолов) — Меропия Давыдовна Мурзавецкая
- 2010 — «Женитьба» Н. Гоголь (реж. О. Тополянский) — Арина Пантелеймоновна
- 2010 — «Wonderland-80» C. Довлатов, Л. Кэрролл (реж. К. Богомолов) — Учительница первая моя, Мама Натэллы и Белая Королева Виктория Альбертовна, а также коридорная гостиницы «Сокол»
- 2011 — «Дьявол» Л. Толстой (реж. М. Станкевич) — Варвара Алексеевна Анненская
- 2012 — «Год, когда я не родился» В. Розов (реж. К. Богомолов) — Вера Васильевна Губанова
- 2014 — «Чайка. Новая версия» А. Чехов (реж. К. Богомолов) — Заречная
- 2014 — «Йеппе-с-горы» Л. Хольберг (реж. Г. Черепанов) — Нилле, жена Йеппе

### Театр наций
- 2011 — «Шоша» Исаак Башевис Зингер (реж. Т. Имамутдинов) — Бася-мать Шоши
- 2014 — «Гаргантюа и Пантагрюэль» по роману Франсуа Рабле (реж. К. Богомолов) — Принцесса Бакбук и не только

### Приют комедианта(Санкт-Петербург)
- 2024 — «Воскресение», по мотивам романа Льва Толстого (реж. Семен Серзин) — Кораблёва
- 2011 — «Лир», по мотивам трагедии Уильяма Шекспира (реж. К. Богомолов) — Король Лир

### МХТ имени Чехова
- 2012 — «Событие» В. Набоков (реж. К. Богомолов) — Марфа
- 2012 — «Он в Аргентине» Л. Петрушевская (реж. Дм. Брусникин) — Диана
- 2013 — «Свадьба Кречинского», А. Сухово-Кобылин (реж. В. Мейкшанс) — Фёдор
- 2013 — «Идеальный муж. Комедия», по мотивам произведений О. Уайльда (реж. К. Богомолов) — Маша Сидорова, Последний Русский Интеллигент
- 2013 — «Карамазовы» по мотивам романа Ф. Достоевского (реж. К. Богомолов) — Алексей Фёдорович Карамазов, Лизавета Смердящая

### Фильмография

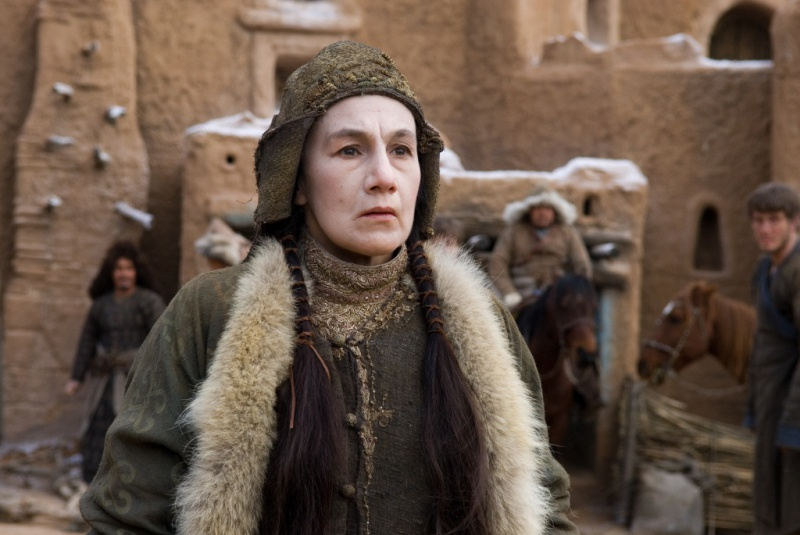
Роза Хайруллина в роли ханши Тайдулы.
Кадр из фильма «Орда»

- 2009 — Иван Грозный (телесериал) (реж. Андрей Эшпай) — татарка-нищенка
- 2010 — Элизиум (реж. Андрей Эшпай) —
- 2010 — Пятая группа крови (телесериал) — Равиля, мать Руслана
- 2011 — Суходол (реж. Александра Стреляная) — юродивая
- 2011 — Далеко от войны (телесериал) (реж. Ольга Музалёва) — Ирма
- 2012 — Оплачено любовью (телесериал) — Антонина Семёновна
- 2012 — Блиндаж (телесериал) (реж. Александр Горновский) — Софья
- 2012 — Орда (реж. Андрей Прошкин) — ханша Тайдула
- 2014 — Чемпионы (реж. Дмитрий Дюжев) — тренер по фигурному катанию Тамара Москвина
- 2014 — Прощай, любимая! (реж. Алёна Званцова) — Ульяна Андреевна Тропарёва
- 2014 — Приказано забыть (реж. Хусейн Эркенов) — председатель колхоза
- 2014 — Ни слова о твоей матери, к/м (реж. Дарья Разумникова) — мама
- 2015 — Чёрная река (телесериал) (реж. Стас Иванов) — Тамара
- 2015 — Милый Ханс, дорогой Пётр (реж. Александр Миндадзе) — Нина
- 2015 — Училка (реж. Алексей А. Петрухин) — Лия Павловна
- 2015 — Норвег (реж. Алёна Званцова) — тёща
- 2015 — Жат (реж. Ермек Турсунов) — Сара
- 2015 — А у нас во дворе... (сериал) (реж. Ольга Музалёва) — Роза Каримовна Умарова
- 2016—2023 — Ольга (реж. Алексей Нужный) — Алевтина Григорьевна, бабушка Гриши
- 2016 — Сувениры из Москвы / Tappajan näköinen mies (Финляндия) — Долгих, сотрудник ФСБ
- 2017 — Кроткая (реж. Сергей Лозница) — попутчица и её сестра
- 2017 — Крылья империи (сериал) (реж. Игорь Копылов) — Ольга Антоновна, главный редактор литературного журнала (5-я серия)
- 2018 — Каникулы президента (реж. Илья Шерстобитов) — старушка у церкви
- 2018 — Порт — старая цыганка
- 2018 — Кислота (реж. Александр Горчилин) — бабушка Саши
- 2018 — Ищейка 2 (сериал) (реж. Дмитрий Брусникин) — Софья Львовна, главврач (11-я серия)
- 2018 — Обмани себя (реж. Тарас Дударь) — босс мафии
- 2018 — Непрощённый — Зоя, сестра Виталия Калоева
- 2018 — Зулейха открывает глаза (сериал) — свекровь
- 2018 — Год Свиньи — бабка
- 2018 — Как я стал... — мать Маши
- 2019—2023 — Содержанки (сериал) — Зоя Наумовна
- 2019 — Хэппи-энд (реж. Евгений Шелякин) — Тётя Зима
- 2019 — Тварь — сестра Исидора
- 2019 — Швабра (телесериал) —
- 2019 — Судья (телесериал) — Дина Шалимова, уборщица в РОВД
- 2020 — Водоворот (телесериал) — женщина в халате
- 2020 — Псих (телесериал) — Кира, мама Олега
- 2021 — Выжившие (сериал, 2021) — преподобная
- 2021 — Инсомния (телесериал) — Надежда Игоревна Москвина
- 2021 - Дело (реж. А. Герман мл.) - мать Давида
- 2022 — 1703 (сериал) — Роза
- 2022 — Клипмейкеры — бабушка Армена
- 2022 — Сердце Пармы — нянька Айчель
- 2023 — Бери да помни — Суфия
- 2023 — Тайное влечение — Алиса Алексеевна
- 2023 — Трепачи — соседка
- 2024 — Домовой — ведьма

## Награды и номинации
- 1992 — Государственная премия Российской Федерации в области литературы и искусства 1992 года — за спектакль «Погром» по мотивам романа Б.Васильева «И был вечер, и было утро» в Казанском театре юного зрителя
- 2003 — номинация на национальную театральную премию «Золотая маска» за лучшую женскую роль в драматическом театре (Мамаша Кураж, спектакль «Мамаша Кураж», Самарский театр юного зрителя «СамАрт»)[16])
- 2006 — Международная премия имени Станиславского в номинации «Мастерство актёра» за роли в спектаклях последних лет[17]
- 2007 — Заслуженная артистка Российской Федерации (25 июля 2007 года) — за заслуги в области искусства[18]
- 2009 — номинация на национальную театральную премию «Золотая маска» за лучшую женскую роль в драматическом театре (Пепа, спектакль «Полковник Птица», Самарский академический театр драмы им. М. Горького)
- 2012 — 34-й Московский международный кинофестиваль: Приз «Серебряный Георгий» за лучшее исполнение женской роли (ханша Тайдула, фильм «Орда»)
- 2012 — номинация на премию «Звезда театрала» журнала «Театрал» за лучшую женскую роль второго плана (Варвара Алексеевна, спектакль «Дьявол», Московский театр-студия под руководством Олега Табакова)
- 2012 — Театральная премия газеты «Московский комсомолец» за лучшую женскую роль второго плана (Варвара Алексеевна, спектакль «Дьявол», Московский театр-студия под руководством Олега Табакова)
- 2012 — номинация на премию «Белый слон» Гильдии киноведов и кинокритиков России за лучшую женскую роль (ханша Тайдула, фильм «Орда»)
- 2013 — номинация на премию «Золотой орёл» за лучшую женскую роль в кино (ханша Тайдула, фильм «Орда»)
- 2013 — премия Олега Табакова за спектакль «Он в Аргентине» в Московском Художественном театре
- 2013 — премия «Ника» за лучшую женскую роль (ханша Тайдула, фильм «Орда»)
- 2013 — театральная премия «Золотая маска» за лучшую женскую роль в спектакле «Лир», театр «Приют Комедианта» (Санкт-Петербург)
- 2015 — кинофестиваль «Окно в Европу» — специальный приз жюри «за виртуозное владение жанром» (фильм «Норвег»)[19]